# Шосе Рапті H11
Шосе Рапті (неп. राप्ती राजमार्ग) — шосе в центральному Непалі, яке перетинає райони Данг, Сальян і Західний Рукум у напрямку з півдня на північ. Шосе в довдину 176 км відгалужується від шосе Махендра в Сатбарії в напрямку Тулсіпура на півночі, де воно перетинається з Фідерна дорога 15 на північ від аеропорту Данг, дорогою, яка з’єднує шосе зі штаб-квартирою округу Данг, Ґорахі. Далі шосе Рапті слідує за річкою Шарада та проходить через муніципалітети Шарада та Багчаур. Звідти шосе пролягає до Мусікот Халанги, штаб-квартири округу Західний Рукум, де воно закінчується.